# Saint-Martin-des-Tilleuls
Saint-Martin-des-Tilleuls é uma comuna francesa na região administrativa da Pays de la Loire, no departamento de Vendéia. Estende-se por uma área de 14,03 km². Em 2010 a comuna tinha 1 093 habitantes (densidade: 77,9 hab./km²).